# Villa de Vallecas
Villa de Vallecas est un des vingt-et-un arrondissements de la ville de Madrid (situé dans l’ancienne municipalité de Vallecas). D'une superficie de 5 155,92 hectares, il accueille 98 767 habitants. 

## Géographie
Le district est divisé en deux quartiers (barrios) :
- Quartier historique de Vallecas
- Santa Eugenia